# Championnat de Guinée féminin de football
Le championnat de Guinée féminin de football ou Ligue 1 féminine est une compétition guinéenne de football féminin.

## Histoire
En 2020, la Fédération relance la compétition avec la création de la Ligue Guinéenne de football féminin (LGFF). Le championnat est organisé dans deux villes, Kankan et Labé et débute en mars 2021. Le tournoi est interrompu pendant plus d'un an entre avril 2021 et mai 2022 mais est finalement achevé et sacre le Horoya AC, qui s'impose en finale aux tirs au but face au Hafia FC.

## Palmarès
| Saison    | Champion           | Vice-champion      |
| --------- | ------------------ | ------------------ |
| 2007      | AS Bolonta         | Planète            |
| 2008      | Résultat inconnu   | Résultat inconnu   |
| 2009      | AS Bolonta         | Mercato            |
| 2012      | JT Kamsar          | AS Bolonta         |
| 2013      | JT Kamsar          |                    |
| 2014      | JT Kamsar          | Kébou SC           |
| 2016      | Lalaba FC          | JT Kamsar          |
| 2019      | Horoya AC          | CI Kamsar          |
| 2021-2022 | Horoya AC          | Hafia FC           |
| 2023      | pas de championnat | pas de championnat |
| 2024      | Espoir Yimbaya     | AS Bolonta         |